# Język nduga
Język nduga, także: dauwa, dawa, ndauwa, ndugwa, pesecham, pesechem, pesegem – język transnowogwinejski używany w indonezyjskiej prowincji Papua.
Jest to główny język ludu Pesegem, zwanego również Nduga. Według danych z 1985 roku posługuje się nim 10 tys. osób.
Zapisywany alfabetem łacińskim.